# Gerardo De Michele
Gerardo De Michele (Cesa, 1917 – Napoli, 25 novembre 1995) è stato un medico e politico italiano.

## Biografia
Allievo del professor Omodei-Zorini all'Università di Napoli, De Michele svolse la sua attività di primario tisiologo presso l'Ospedale Antonio Cardarelli.
Rimase in ruolo fino al 1987, diventando poi primario pneumologo emerito dell'ospedale Cardarelli. Le sue intuizioni lo portarono a istituire la prima sezione ospedaliera di fisiopatologia respiratoria e a fondare il primo Dipartimento di Pneumologia in Italia nel 1972, anticipando la moderna organizzazione delle ASL.
Svolse attività politica ultra-trentennale ricoprendo l'incarico di assessore all'Assistenza ed alla Sanità di Napoli dal 1962 al 1970 e divenendo sindaco dell città nel 1970, carica che mantenne per un quadriennio fino al 1974. Nei quattro anni in cui fu primo cittadino prese importanti provvedimenti, quali la firma del primo piano regolatore della città, l'inaugurazione dell'ospedale per malattie infettive Domenico Cotugno.
Fece fronte all'epidemia di colera che colpì Napoli nel 1973, curando l'organizzazione dell'impianto immunologico della città.
Noto per le sue doti umane, è ricordato con grande affetto per le sue numerose azioni a difesa dei più deboli. Si racconta che al momento della morte molte persone accorsero al suo capezzale per omaggiarlo.